# Boehmeria tosaensis
Boehmeria tosaensis là loài thực vật có hoa trong họ Tầm ma. Loài này được Miyaz. & H.Ohba mô tả khoa học đầu tiên năm 2003.